# Murina tubinaris
Murina tubinaris é uma espécie de morcego da família Vespertilionidae. Pode ser encontrada no Paquistão, Índia, Mianmar, Tailândia, Laos, Camboja e Vietnã.